# Rene Carter
Rene Carter (23 luglio 1987) è un calciatore britannico delle Isole Cayman, di ruolo centrocampista.

## Carriera

### Club
Ha giocato nella massima serie del campionato delle Isole Cayman con gli Scholars International e l'Elite.

### Nazionale
Ha esordito in Nazionale nel 2008.